# Gil Sánchez Muñoz (el joven)
Pour l’article homonyme, voir Gil Sánchez Muñoz.
 Gil Sánchez Muñoz el joven  (né  en Espagne,  et mort  le 1er septembre 1471) est un pseudocardinal espagnol du XVe siècle créé par l'antipape d'Avignon Clément VIII. Il est le neveu de cet antipape Clément VIII.

## Biographie
Sánchez Muñoz et chanoine à Valence  et praecentor et chanoine à Gérone.
Son oncle, l'antipape Clément VIII le crée cardinal lors du consistoire du 26 juillet 1429. Le même jour l'antipape reconnaît le pape Martin V. Les trois pseudo-cardinaux d'Avignon présents, Julián Lobera y Valtierra, Francisco Rovira y Escuder  et  Sánchez Muñoz, choisissent Oddone  Colonna comme leur pape. Ils sont pardonnés par Martin V et présentent leur résignation au cardinalat.  Sánchez Muñoz  est nommé  sindico du chapitre de Valence en 1430.